# 2021 au Belize
Chronologie du Belize
- 2017
- 2018
- 2019
- 2020
- 2021
- 2022
- 2023
- 2024
- 2025

Cet article présente les faits marquants de l'année 2021 au Belize.

## Gouvernement
- Monarque : Élisabeth II
- Gouverneur général : Colville Young puis Stuart Leslie puis Froyla Tzalam
- Premier ministre : Johnny Briceño

## Statistiques
- x

## Évènements
- Pandémie de Covid-19 au Belize
- l'Assemblée nationale du Belize adopte la loi de 2021 sur la protection des données (Data Protection Act, 2021). La loi régit le traitement des données personnelles et établit les principes, les bases juridiques du traitement et les droits des personnes concernées[1].
- le Belize renégocie sa dette publique. Le pays ne pouvant rembourser, les créanciers intègrent pour la première fois des conditions environnementales[2].

### Janvier
- x

### Février
- x

### Mars
- 31 mars : le pays reçoit 33 600 doses de vaccin contre la Covid-19, ses premières doses, grâce à la COVAX[3].

### Avril
- 6 avril : Candice Pitts est nommée nouvelle ambassadrice du Belize à Taïwan[4].

### Mai
- x

### Juin
- Saison cyclonique 2021 dans l'océan Atlantique nord
- 12 juin : Marcelo Ebrard, secrétaire mexicain aux Relations extérieures, annonce que son pays fait don de 400 000 doses de vaccins AstraZeneca contre le Covid-19 au Belize, à la Bolivie et au Paraguay[5].

### Juillet
- 23 juillet : Jeux olympiques d'été.

### Août
- 15 août : Carla Barnett est nommée secrétaire-générale de la Communauté caribéenne (CARICOM)[6].

### Septembre
- 21 septembre : Fête nationale.

### Octobre
- 23 octobre : début du tournoi d'ouverture du championnat du Belize de football.

### Novembre
- 20 novembre : Destiny Wagner (en) devient la première bélizienne à gagner le titre de Miss Terre[7].

### Décembre
- x

## Sport
- Belize aux Jeux olympiques d'été de 2020
- Tournoi d'ouverture du championnat du Belize de football 2021

## Décès
- 1er janvier : Elmira Minita Gordon, femme politique et ancienne Gouverneur général du Belize.
- 16 janvier : Alice Gibson, bibliothécaire en chef du Belize.
- 21 mars : Sharon Matola, biologiste et environnementaliste américaine, fondatrice du zoo du Belize.